# Diecezja Bugi
Diecezja Buga (łac. Dioecesis Buguensis, hisz. Diócesis de Buga) – rzymskokatolicka diecezja w Kolumbii. Jest sufraganią archidiecezji Cali.

## Historia
29 czerwca 1966 papież Paweł VI bullą Apostolico muneri erygował diecezję Bugi. Dotychczas wierni z tych terenów należeli do archidiecezji Cali oraz diecezji Palmira.

Mapa diecezji

## Główne świątynie

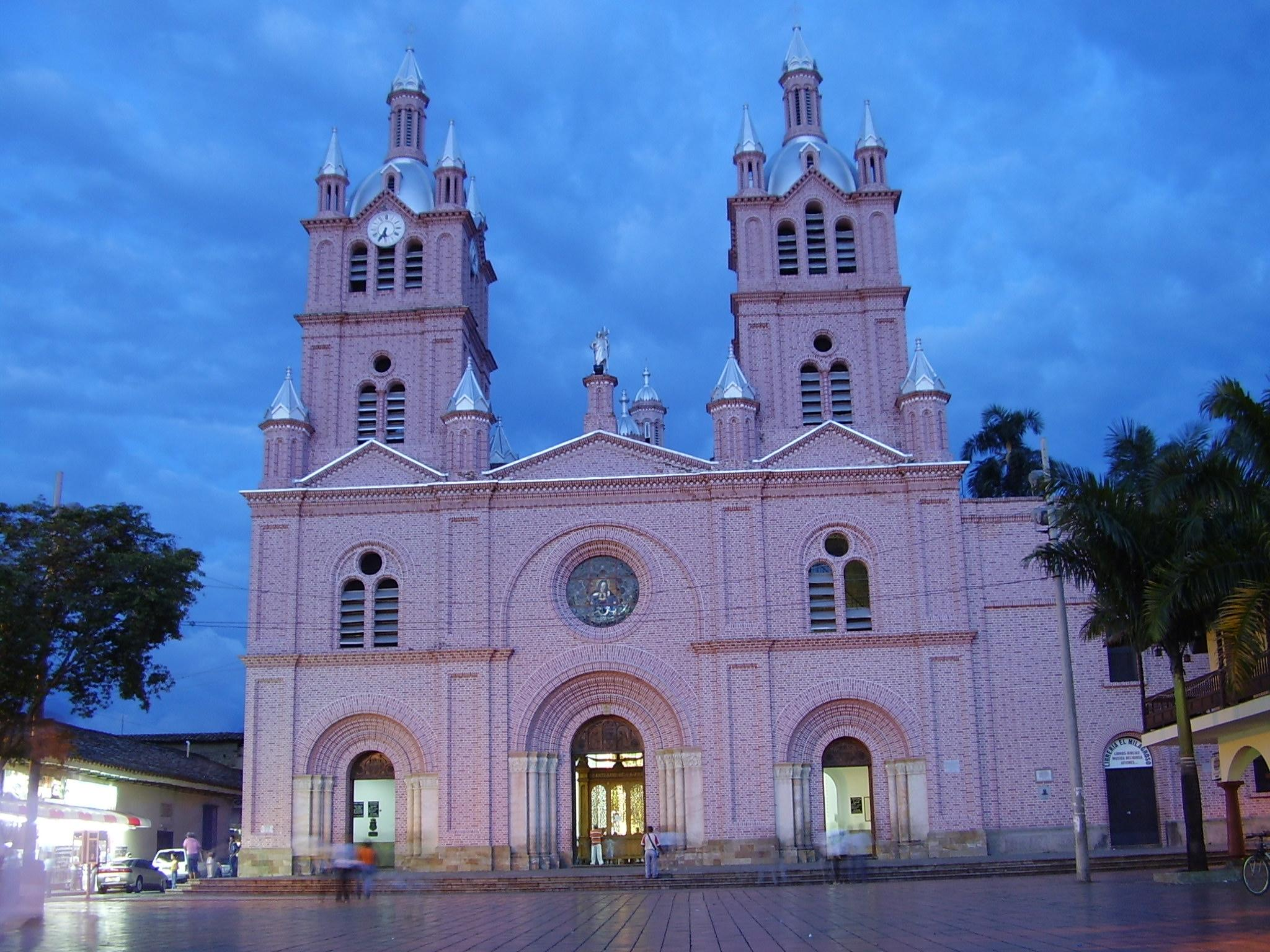
Bazylika MB Cudownej w Buga

- Katedra: Katedra św. Piotra Apostoła w Budze
- Bazyliki mniejsze
  - Bazylika św. Alojzego Gonzagi w Sevilli
  - Bazylika Matki Bożej Cudownej w Budze

## Biskupi diecezjalni
- Julián Mendoza Guerrero (1967 - 1984)
- Rodrigo Arango Velásquez PSS (1985 - 2001)
- Hernán Giraldo Jaramillo (2001 - 2012)
- José Roberto Ospina Leongómez (2012 - 2024)
- Alexander Matiz Atencio (nominat)